# Lonay
Lonay é uma comuna da Suíça, situada no distrito de Morges, no cantão de Vaud. Tem 3,71 km² de área e sua população em 2018 foi estimada em 2.592 habitantes.